# Paul Reynaud
Jean Paul Reynaud (n. 15 octombrie 1878, Barcelonnette, Provence-Alpes-Côte d'Azur, Franța – d. 21 septembrie 1966, Neuilly-sur-Seine, Région parisienne, Franța) a fost un politician și avocat francez.